# Мімс (Флорида)
Мімс (англ. Mims) — переписна місцевість (CDP) в США, в окрузі Бревард штату Флорида. Населення — 7336 осіб (2020).

## Географія
Мімс розташований за координатами 28°41′29″ пн. ш. 80°50′38″ зх. д. / 28.69139° пн. ш. 80.84389° зх. д. (28.691319, -80.843999).  За даними Бюро перепису населення США в 2010 році переписна місцевість мала площу 57,86 км², з яких 44,15 км² — суходіл та 13,72 км² — водойми.

## Демографія
Згідно з переписом 2010 року, у переписній місцевості мешкало 7058 осіб у 2884 домогосподарствах у складі 2018 родин. Густота населення становила 122 особи/км².  Було 3530 помешкань (61/км²).
Расовий склад населення:
| - 83,9 % — білих - 12,4 % — чорних або афроамериканців - 0,7 % — азіатів - 0,4 % — корінних американців |

До двох чи більше рас належало 1,8 %. Частка іспаномовних становила 3,1 % від усіх жителів.
За віковим діапазоном населення розподілялося таким чином: 19,1 % — особи молодші 18 років, 58,8 % — особи у віці 18—64 років, 22,1 % — особи у віці 65 років та старші. Медіана віку мешканця становила 48,1 року. На 100 осіб жіночої статі у переписній місцевості припадало 98,4 чоловіків;  на 100 жінок у віці від 18 років та старших — 97,6 чоловіків також старших 18 років.
Середній дохід на одне домашнє господарство  становив 59 649 доларів США (медіана — 50 597), а середній дохід на одну сім'ю — 67 379 доларів (медіана — 55 466). За межею бідності перебувало 13,4 % осіб, у тому числі 17,8 % дітей у віці до 18 років та 6,2 % осіб у віці 65 років та старших.
Цивільне працевлаштоване населення становило 2435 осіб. Основні галузі зайнятості: освіта, охорона здоров'я та соціальна допомога — 21,2 %, роздрібна торгівля — 13,1 %, науковці, спеціалісти, менеджери — 11,5 %, публічна адміністрація — 11,3 %.